# 帕克魯奧伊斯克魯奧亞足球俱樂部
帕克魯奧伊斯克魯奧亞足球俱樂部（FK Kruoja Pakruojis）是立陶宛帕克魯奧伊斯的一家足球俱樂部。主場为帕克鲁奥伊斯市体育场。
2009年俱乐部首次參加立陶宛足球超級聯賽的賽事。2015年俱乐部退出超级联赛。

## 外部連結
- Official website （立陶宛文）